# Панамериканский чемпионат по дзюдо 1956
Панамериканский чемпионат по дзюдо 1956 года прошёл 15-21 апреля в городе Гавана (Куба). Чемпионат был вторым по счёту.

## Медалисты
| Категория            | Золото                   | Серебро                     | Бронза |
| -------------------- | ------------------------ | --------------------------- | ------ |
| 1-й кю               | Луис Мендоса · Бразилия  | Чарльз Ломас · США          | —      |
| 1-й дан              | Мильтон Росси · Бразилия | Тим Дальтон · США           | —      |
| 2-й дан              | Лаверн Рааб · США        | Шунжи Хината · Бразилия     | —      |
| 3-й дан              | Франк Лешезински · США   | Масаёси Каваками · Бразилия | —      |
| 4-й дан              | Хикари Кураси · Бразилия | Кензо Уено · США            | —      |
| Абсолютная категория | Осако, Джон · США        | Масаёси Каваками · Бразилия | —      |

## Медальный зачёт
| Место          | Страна         | Золото | Серебро | Бронза | Всего |
| -------------- | -------------- | ------ | ------- | ------ | ----- |
| 1              | Бразилия       | 3      | 3       | 0      | 6     |
| 1              | США            | 3      | 3       | 0      | 6     |
| Всего стран: 2 | Всего стран: 2 | 6      | 6       | 0      | 12    |